# Ailurops ursinus
Couscous de Célèbes
Espèce
Synonymes
- Phalanger ursinus (Temminck, 1824)[1]

Répartition géographique
Statut de conservation UICN

 VU A4bcd : Vulnérable
Le Couscous des Célèbes,, (Ailurops ursinus) est une espèce de marsupiaux de la famille des Phalangeridae.

## Distribution
Cette espèce est endémique d'Indonésie, elle ne se rencontre que dans l'archipel de Sulawesi. Il vit au sommet des arbres dans la forêt tropicale humide.

## Description
Il mesure environ 1,20 m (taille du corps : entre 56 et 61 cm ; taille de la queue : entre 54 et 58 cm) pour un poids compris entre 7 et 10 kg. Son pelage gris, noir ou marron est plus clair au niveau du ventre et des extrémités. Sa longue queue préhensile est dépourvue de poils. Il est très mal connu : seuls 3 zoos en Europe en ont, le Zoo de Wrocław (Pologne), le parc Pairi Daiza (Belgique) et le Zoo de Zlin-Lesna (République Tchèque) (le mâle du Zoo de La Flèche (France) est parti en 2017 pour « participer à un programme de reproduction mené par le Zoo de Wrocław »).

## Alimentation
Il se nourrit des feuilles d'arbres, de fruits et de bourgeons.

## Liste des sous-espèces
Selon Catalogue of Life (20 septembre 2017) et Mammal Species of the World (version 3, 2005)  (20 septembre 2017) il existe les sous-espèces suivantes :
- Ailurops ursinus flavissimus (Feiler, 1977)
- Ailurops ursinus furvus (Miller & Hollister, 1922)
- Ailurops ursinus togianus (Tate, 1945)
- Ailurops ursinus ursinus (Temminck, 1824)